# Christian VI
Christian VI (en danois : Christian 6, en norvégien : Kristian VI), né au château de Copenhague le 30 novembre 1699 et mort au château de Hirschholm le 6 août 1746, fut roi de Danemark et de Norvège de 1730 à sa mort.

## Famille
Fils de Frédéric IV et de Louise de Mecklembourg-Güstrow, Christian VI épouse en 1721 Sophie-Madeleine de Brandebourg-Culmbach (1700 – 1770), fille du margrave Christian-Henri de Brandebourg-Culmbach et de la comtesse Sophie-Christiane de Wolfstein (1667-1737). De cette union naquirent :
- Frédéric V, roi du Danemark (1723 – 1766) ;
- Louise (1724 – 1724) ;
- Louise de Danemark (1726 – 1756), qui épousa en 1749 Ernest-Frédéric III de Saxe-Hildburghausen (1727 – 1780).

## Biographie
Il instaure en 1735 la pratique ecclésiastique obligatoire et commence en 1733 la construction du premier palais de Christiansborg.
Il a laissé à la postérité l'image d'un souverain très religieux et dévoué au piétisme qu'il tenta d'inculquer à ses sujets. Cette pression religieuse, et sa personne manquant de charme, firent de lui l'un des monarques de la monarchie absolue les plus impopulaires au Danemark. Plus tard, les historiens tentèrent de modifier cette image, et soulignèrent les qualités de travailleur et de bureaucrate scrupuleuses de Christian VI ; cependant, la mauvaise impression laissée par le souverain perdura au fil des ans.

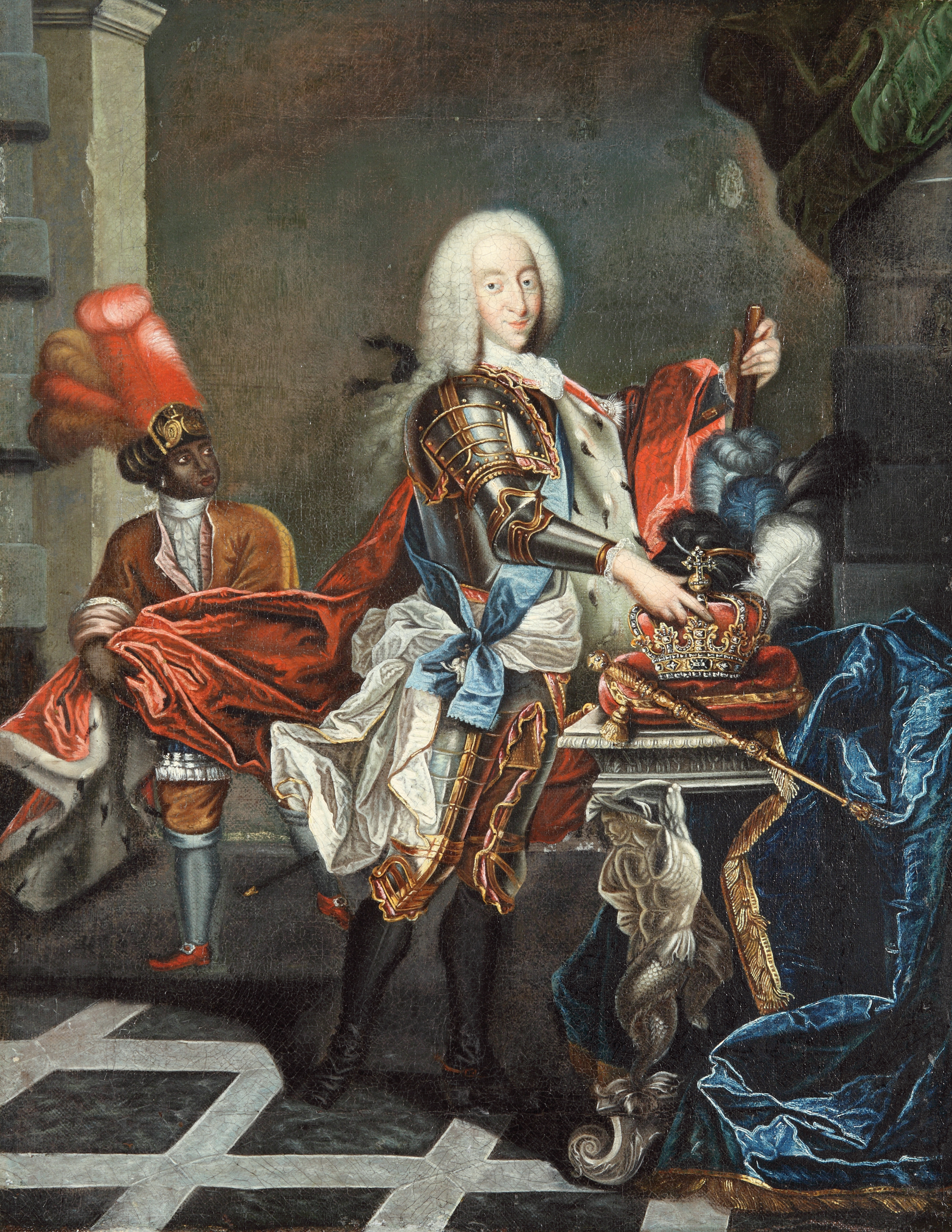
Portrait du roi Chritian VI accompagné d'un esclave noir.

Son acte principal fut l'introduction en 1733 du stavnsbånd, une loi qui forçait les paysans à rester dans la région où ils habitaient et rendait la paysannerie sujette à la noblesse locale et à l'armée. L'idée derrière cette loi était sans doute de s'assurer un nombre constant de soldats paysans, mais par la suite, elle fut considérée comme une étape supplémentaire dans le servage des paysans danois. Cette loi causa beaucoup de tort à Christian VI de Danemark et fut abolie en 1788.
Le piétisme influença la majeure partie de la vie politique et ecclésiastique de Christian VI, mais perdit tout soutien officiel après la mort du roi. Il influença une grande partie de la poésie de l'époque, entre autres le grand cantique de l'écrivain Hans Adolph Brorson, et est à l'origine de l'introduction dans l’Église du Danemark des cérémonies de confirmation en 1736.
Christian VI fut probablement le plus grand constructeur danois du XVIIIe siècle. Son épouse le soutint dans son effort. Parmi les grandes constructions que l'on doit à Christian VI figurent le château de Christianborg (1734 à 1742), détruit par un incendie en 1794 et reconstruit, le château de Hirschholm au nord de l'île de Seeland (1737 – 1739), démoli en 1812, et  l'Ermitage (1734 – 1736).
Christian VI fut un personnage à la morale stricte et aux habitudes simples, et eut une certaine tendance à fuir la société. Depuis sa jeunesse, il était de santé fragile, et plusieurs maladies hâtèrent sa mort.

### Décès et Inhumation
Christian VI décéda le 6 août 1746. Il fut inhumé en la cathédrale de Roskilde.

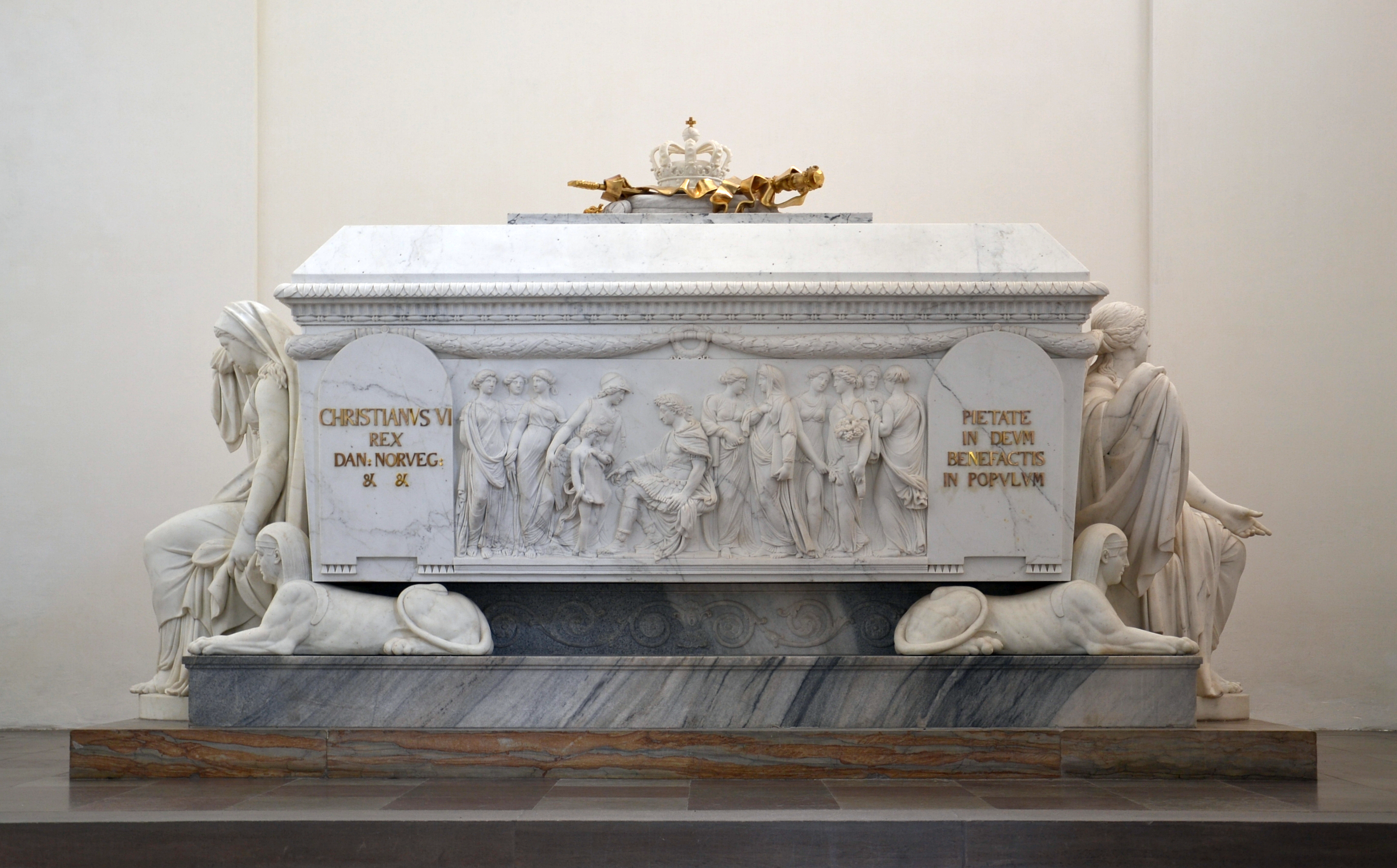
Tombeau de Christian VI.

Le sarcophage néo-classique fut commandé par la veuve de Christian VI, puis conçu et réalisé par le sculpteur Johannes WIedewelt. Ce monument fut achevé en 1768, mais ne fut installé en la cathédrale de Roskilde qu'en 1777. Il se compose d'un sarcophage et de deux statues de femmes.

## Généalogie
Christian VI appartient à la première branche de la maison d'Oldenbourg. Cette lignée donna des rois à la Norvège, à la Suède et au Danemark ; elle s'éteignit en 1863 au décès de Frédéric VII de Danemark.